# بيت الكربة (مذيخرة)

تعديل مصدري - تعديل

بيت الكربة محلة تابعة لقرية المزهر، التابعة لعزلة المزهر بمديرية مذيخرة إحدى مديريات محافظة إب في الجمهورية اليمنية، بلغ تعداد سكانها 62 حسب تعداد اليمن لعام 2004.